# Neves (Galiza)
Neves (As Neves; Las Nieves em espanhol) é um município raiano da Espanha na província de Pontevedra, comunidade autónoma da Galiza. Tem 66 km² de área e em 2021 tinha 3 770 habitantes (densidade: 57,1 hab./km²).

## Demografia
| Variação demográfica do município entre 1991 e 2004 | Variação demográfica do município entre 1991 e 2004 | Variação demográfica do município entre 1991 e 2004 | Variação demográfica do município entre 1991 e 2004 |
| --------------------------------------------------- | --------------------------------------------------- | --------------------------------------------------- | --------------------------------------------------- |
| 1991                                                | 1996                                                | 2001                                                | 2004                                                |
| 5371                                                | 5033                                                | 4478                                                | 4440                                                |